# Pink and White Productions
Pink and White Productions és una productora pornogràfica independent nord-americana, amb seu a San Francisco, Califòrnia, que se centra en vídeos explícits a la web i en DVD que mostren la sexualitat femenina i queer. La directora i productora principal de la companyia és Shine Louise Houston. Houston va començar la seva visió de "Pink and White Productions" després de graduar-se a l'Institut d'Art de San Francisco amb una llicenciatura en cinema de belles arts; la seva sèrie Crash Pad (CrashPadSeries.com), que ha guanyat molts premis a més d'haver aparegut a la revista Curve. Juntament amb la seva funció a Curve, Houston també ha guanyat el Premi de Curve a la curadora de la cultura sexual i lesbiana, els Premis porno feministes "Visionary", els primers premis de pornografia feminista de PorYes Europe a la cineasta honrada i conferencianista internacional de International Ms. Leather.
Houston va fundar Pink & White Productions l'any 2005, amb l'objectiu de crear una companyia sostenible d'entreteniment per a adults que exposa les complexitats del desig sexual queer. Reconegut internacionalment, els projectes de Houston inclouen quatre llargmetratges, llançaments regulars en DVD del seu lloc web de pornografia queer crashpadseries.com i el seu esforç més recent, HeavenlySpire.com.
El treball de Houston ha cridat una atenció important a les comunitats LGBTQ i feministes, com ho indica amb els seus nombrosos premis dels Feminist Porn Awards, iniciats el 2006 i produïts per Good For Her, un centre d'educació sexual feminista i botiga sexual amb seu a Toronto, Canadà.

## Història
El primer llançament de la companyia, The Crash Pad (2005), va ser dirigit per Houston. La pel·lícula va guanyar el premi Feminist Porn Award 2006 per l'escena de sexe més calent de Dyke. Els llançaments posteriors de la companyia van ser Superfreak (2006), que va guanyar el premi Feminist Porn Award 2007 a la millor escena de Dyke, i In Search of the Wild Kingdom (2007), un fals documental que va guanyar el Feminist Porn Award 2007 a la millor escena de sexe trans, i CHAMPION: Love Hurts, que va guanyar els Feminist Porn Awards 2009 "Movie of the Year" i va ser nominat als AVN Awards "Best Video Feature" el 2010.
La companyia va fundar PinkLabel.tv, un centre de treball de pornògrafs independents centrat en el porno ètic. Pink and White Productions també opera un lloc web pornogràfic anomenat Crash Pad Series que inclou actualitzacions de vídeos i fotografies d'alguns dels intèrprets i personatges relacionats amb l'estrena en DVD The Crash Pad. S'han publicat diversos DVD amb contingut de la sèrie Crash Pad.
El 2011, la companyia va llançar un nou lloc web pornogràfic anomenat Heavenly Spire, que inclou actualitzacions de vídeos d'homes cisgènere i transgènere. El lloc web va rebre el reconeixement als Premis Feminist Porn Awards 2011.
El 2012, Crash Pad Series va guanyar el 2012 Feminist Porn Award al millor lloc web i el 2014 Occupied va guanyar un XBIZ Award com a "Feminist Porn Release of the Year".

## Pornografia ètica
Pink and White Productions ha construït una reputació com a empresa pornogràfica ètica gràcies a la seva diversitat d'intèrprets i escenes, i a través de les seves pràctiques de contractació i entorn de treball. La companyia compta amb artistes d'una varietat de races, mides, BDSM, edats, aparences (per exemple, tatuatges i pèls corporals), sexualitats, (dis)capacitats i gèneres. Tot i que la companyia busca explícitament mostrar totes les formes de sexe queer, els seus llançaments s'han centrat en la sexualitat lesbiana i una forta representació de la comunitat lèsbica. La majoria dels intèrprets dels llançaments de la companyia són dones cisgènere, dones trans i homes trans, però s'han destacat intèrprets d'altres gèneres, incloses persones no binàries i homes cisgènere.
Pink and White Productions s'esforça per aconseguir una política transparent i un consentiment informat per als intèrprets. Les polítiques de producció ètiques de la companyia inclouen proporcionar recursos per a proves d'infeccions de transmissió sexual i pràctiques sexuals més segures, comunicar-se amb l'equip i el debat sobre les idees i els límits de l'escena, pagar la mateixa tarifa per un rodatge independentment de l'intèrpret o el tipus de sexe, i incloure advertències d'activació a les escenes que implica respectar el consentiment consensuat.

## Publicacions en DVD
- The Crash Pad (2005)
- Superfreak (2006)
- The Wild Search (previously released as In Search of the Wild Kingdom; 2007)
- Crash Pad Series 1 (2007)
- Crash Pad Series 2: Unlocked (2008)
- Crash Pad Series 3: Through the Keyhole (2008)
- CHAMPION: Love Hurts (2008)
- Crash Pad Series 4: Rope Burn (2009)
- Crash Pad Series 5: Through the Revolving Door (2010)
- Crash Pad Series 6: Wide Open (2011)